# Csobánka
Csobánka es un pueblo húngaro perteneciente al distrito de Szentendre, condado de Pest.

## Superficie
Cuenta con una superficie de 22,76 km².

## Demografía
Hasta 2024 la población era de 3580 habitantes, con una densidad de población de 157,29 hab/km².
| Gráfica de evolución demográfica de Csobánka entre 2020 y 2024 |
|                                                                |
| Datos según la Oficina Central de Estadística de Hungría.      |